# Hate
《Hate》是美国摇滚乐队霍桑高地的一张迷你专辑，发行于2011年8月23日，为该乐队EP三部曲中的首作，也是乐队通过其自主创立的唱片公司Cardboard Empire发布的第一张专辑。

## 发行与宣传
霍桑高地于2011年8月11日公布了《Hate》的专辑封面及曲目列表。次日，专辑中的曲目《Four White Walls》于MTV进行了首播。
乐队为专辑中2首歌曲拍摄了音乐录影带，分别为《Four White Walls》这一首发曲目及《Is This What You Wanted?》。

## 评价
Rockfreaks.net的评论认为专辑中歌曲的创作结合了乐队《The Silence in Black and White》时代纯粹的Emo曲风及《Fragile Future》中的多元化创作风格，同时称赞《Is This What You Wanted?》一曲“意外地成为霍桑高地在其生涯里程中所创作的最重的歌曲”。
Alternative Press对该专辑的评论中指出，《Hate》展现了“乐队在积蓄多年后终于爆发的侵略性一面”，但同时认为主唱JT·伍德罗夫的歌词创作仍缺乏进步。

## 曲目列表
| 曲序     | 曲目                       | 时长  |
| -------- | -------------------------- | ----- |
| 1.       | "There Was A Kid (Part 1)" | 1:17  |
| 2.       | "Is This What You Wanted?" | 2:32  |
| 3.       | "Divided"                  | 3:37  |
| 4.       | "Hate"                     | 2:48  |
| 5.       | "Wasted In NYC"            | 2:19  |
| 6.       | "Stay Awake/Stay Alive"    | 2:55  |
| 7.       | "Oceans"                   | 4:26  |
| 8.       | "Four White Walls"         | 2:59  |
| 9.       | "Passengers"               | 4:19  |
| 总时长： | 总时长：                   | 27:14 |